# AES Aircraft Elektro/Elektronik System
AES Aircraft Elektro/Elektronik System GmbH ist ein mittelständisches Unternehmen der Luftfahrtindustrie mit Hauptsitz in Bremen. Das 1997 gegründete und international agierende Unternehmen fertigt LED-Beleuchtungssysteme, Stromversorgungen sowie Kommunikations- und Informationssysteme für Flugzeugkabinen.

## Geschichte
Als erstes Unternehmen der Luftfahrt entwickelte und vertrieb es Anfang der 2000er Jahre weiße LED-Lampen für die Beleuchtung in Flugzeugkabinen in Serienreife. Zusammen mit einem großen Flugzeugküchenhersteller fertigte das Unternehmen die Work Lights als Kabinenbeleuchtung für die Küchen der Concorde.
Das Unternehmen bedient sowohl den OEM- (Original Equipment Manufacturer) als auch den VIP- und MRO-Markt (Maintenance, Repair and Overhaul). Zu den weltweiten Kunden von AES Aircraft Elektro/Elektronik System GmbH zählen Flugzeughersteller und Fluggesellschaften, Umbauwerften sowie Hersteller von Kabineninnenausstattungen und Bordküchen.
AES forscht und entwickelt Produkte für Themen wie Digitalisierung und Vernetzung der Flugzeugkabine, Power Management sowie Energie Harvesting der zukünftigen Flugzeugprogramme.